# Ilhas Virgens Americanas nos Jogos Olímpicos de Verão de 2016
Ilhas Virgens Americanas participou dos Jogos Olímpicos de Verão de 2016, que foram realizados na cidade do Rio de Janeiro, no Brasil, entre os dias 5 e 21 de agosto de 2016.

## Natação
| Atleta        | Prova        | Eliminatórias | Eliminatórias | Semifinal   | Semifinal   | Final       | Final       |
| Atleta        | Prova        | Tempo         | Pos.          | Tempo       | Pos.        | Tempo       | Pos.        |
| ------------- | ------------ | ------------- | ------------- | ----------- | ----------- | ----------- | ----------- |
| Caylee Watson | 100 m costas | 1:07,19       | 30º           | Não avançou | Não avançou | Não avançou | Não avançou |